# Thai League 2016
La Thai Premier League 2016 (detta anche  Toyota Thai League per motivi di sponsorizzazione) è la 20ª edizione del campionato thailandese di calcio. La stagione è iniziata a marzo e si concluderà a ottobre 2016.

## Stagione

### Novità
Dopo la stagione 2015 sono state retrocesse in Thai Division 1 League il TOT Sport Club e il Thai Port Football Club. Dalla Thai Division 1 League 2015 sono state promosse il Pattaya United F.C., Sukhothai Football Club e il BBCU Football Club.

### Formula
Le 18 squadre partecipanti si affrontano due volte, per un totale di 34 giornate.

La squadra campione di Thailandia ha il diritto a partecipare alla AFC Champions League 2017 partendo dal primo turno preliminare.

La vincitrice della Coppa nazionale è ammessa alla AFC Champions League 2017 partendo dal primo turno preliminare, assieme alle squadre classificata al secondo posto.

Le ultime tre classificate retrocedono direttamente in Thai Division 1 League 2017.

## Squadre partecipanti
| Club                 | Città             | Stadio                          |
| -------------------- | ----------------- | ------------------------------- |
| Army Utd             | Bangkok           | Thai Army Sports stadium        |
| Bangkok Glass        | Pathumthani       | Leo Stadium                     |
| Bangkok Utd          | Bangkok           | Thai-Japanese Stadium           |
| BBCU                 | Bangkok           | Nonthaburi Youth Centre Stadium |
| BEC Tero Sasana      | Bangkok           | Thephasadin Stadium             |
| Buriram Utd          | Buri Ram          | Thunder Castle Stadium          |
| Chainat              | Chainat           | Khao Plong Stadium              |
| Chiangrai Utd        | Chiang Rai        | Thaicom Stadium                 |
| Chonburi             | Chonburi          | Chonburi Stadium                |
| Muangthong Utd       | Nonthaburi        | Yamaha Stadium                  |
| Nakhon Ratchasima    | Nakhon Ratchasima | 80th Birthday Stadium           |
| Osotspa Saraburi     | Saraburi          | Saraburi Stadium                |
| Pattaya Utd          | Chonburi          | IPE Chonburi Stadium            |
| Ratchaburi Mitr Phol | Ratchaburi        | Ratchaburi Stadium              |
| Navy                 | Chonburi          | Sattahip Navy Stadium           |
| Sisaket              | Sisaket           | Sri Nakhon Lamduan Stadium      |
| Sukhothai            | Sukhothai         | Thung Thalay Luang Stadium      |
| Suphanburi           | Suphanburi        | Suphanburi Stadium              |

## Classifica attuale
Aggiornato al 14 agosto 2016{| class="wikitable sortable" style="text-align: center; font-size: 90%;"
! width="7%" |
! width="7%" |Pos.
! width="27%" |Squadra
! width="10%" |Pt
! width="7%" |G
! width="7%" |V
! width="7%" |N
! width="7%" |P
! width="7%" |GF
! width="7%" |GS
! width="7%" |DR
|- align="center" style="background:#99CBFF;"
|
|1.
| style="text-align:left;" | Muangthong Utd
|68||27||22||2||3||61||21||+40
|- align="center" style="background:#B0FFB0;"
|
|2.
| style="text-align:left;" | Bangkok Utd
|67||27||21||4||2||63||32||+31
|- align="center" style="background:#FFFFFF;" 
|
|3.
| style="text-align:left;" | Bangkok Glass
|50||27||16||2||9||56||37||+19
|- align="center" style="background:#FFFFFF;"
|
|4.
| style="text-align:left;" | Buriram Utd
|49||27||13||10||4||51||34||+17
|- align="center" style="background:#FFFFFF;"
|
|5.
| style="text-align:left;" | Sukhothai
|45||27||13||6||8||48||38||+10
|- align="center" style="background:#FFFFFF;"
|
|6.
| style="text-align:left;" | Ratchaburi Mitr Phol
|44||27||13||5||9||47||33||+14
|- align="center" style="background:#FFFFFF;"
|
|7.
| style="text-align:left;" | Chonburi
|43||27||12||7||8||42||28||+14
|- align="center" style="background:#FFFFFF;"
|
|8.
| style="text-align:left;" | Chiangrai Utd
|40||27||12||4||11||37||37||0
|- align="center" style="background:#FFFFFF;"
|
|9.
| style="text-align:left;" | BEC Tero Sasana
|35||27||10||5||12||37||48||-11
|- align="center" style="background:#FFFFFF;"
|
|10.
| style="text-align:left;" | Suphanburi
|32||27||8||8||11||25||28||-3
|- align="center" style="background:#FFFFFF;"
|
|11.
| style="text-align:left;" | Nakhon Ratchasima
|31||27||9||4||14||25||36||-11
|- align="center" style="background:#FFFFFF;"
|
|12.
| style="text-align:left;" | Sisaket
|30||27||7||9||11||33||42||-9
|- align="center" style="background:#FFFFFF;"
|
|13.
| style="text-align:left;" | Pattaya Utd
|30||27||8||6||13||40||56||-16
|- align="center" style="background:#FFFFFF;"
|
|14.
| style="text-align:left;" | Army Utd
|27||27||7||6||14||27||36||-9
|- align="center" style="background:#FFFFFF;"
|
|15.
| style="text-align:left;" | Navy
|27||27||6||9||12||20||32||-12
|- align="center" style="background:#FFCCCC;"
|
|16.
| style="text-align:left;" | Chainat
|24||27||6||6||15||36||51||-15
|- align="center" style="background:#FFCCCC;"
|
|17.
| style="text-align:left;" | Samut Prakan
|22||27||5||7||15||34||63||-29
|- align="center" style="background:#FFCCCC;"
|
|18.
| style="text-align:left;" | BBCU
|13||27||3||4||20||29||58||-29
|}
Legenda:

      Campione della Thailandia e ammessa alla AFC Champions League 2017

      Ammesse alla AFC Champions League 2017.

      Retrocesse in Thai Division 1 League 2017

Note:

Tre punti a vittoria, uno a pareggio, zero a sconfitta.

## Statistiche

### Individuali

#### Classifica marcatori
| Gol |  |  | Giocatore         | Squadra              |
| --- |  |  | ----------------- | -------------------- |
| 27  |  |  | Cleiton Silva     | Muangthong United    |
| 20  |  |  | Dragan Bošković   | Bangkok United       |
| 20  |  |  | Júnior Negrão     | Pattaya United       |
| 20  |  |  | Heberty           | Ratchaburi Mitr Phol |
| 19  |  |  | Ariel Rodríguez   | Bangkok Glass        |
| 19  |  |  | Jaycee Okwunwanne | Bangkok United       |
| 16  |  |  | Josimar           | Army United          |
| 15  |  |  | Renan Marques     | Sukhothai            |
| 15  |  |  | Yannick Djaló     | Ratchaburi Mitr Phol |
| 14  |  |  | Adisak Kraisorn   | Muangthong United    |